# Racomitrium sulcipilum
Racomitrium sulcipilum là một loài Rêu trong họ Grimmiaceae. Loài này được (Müll. Hal.) Paris mô tả khoa học đầu tiên năm 1898.